# Staatsoudste van Estland

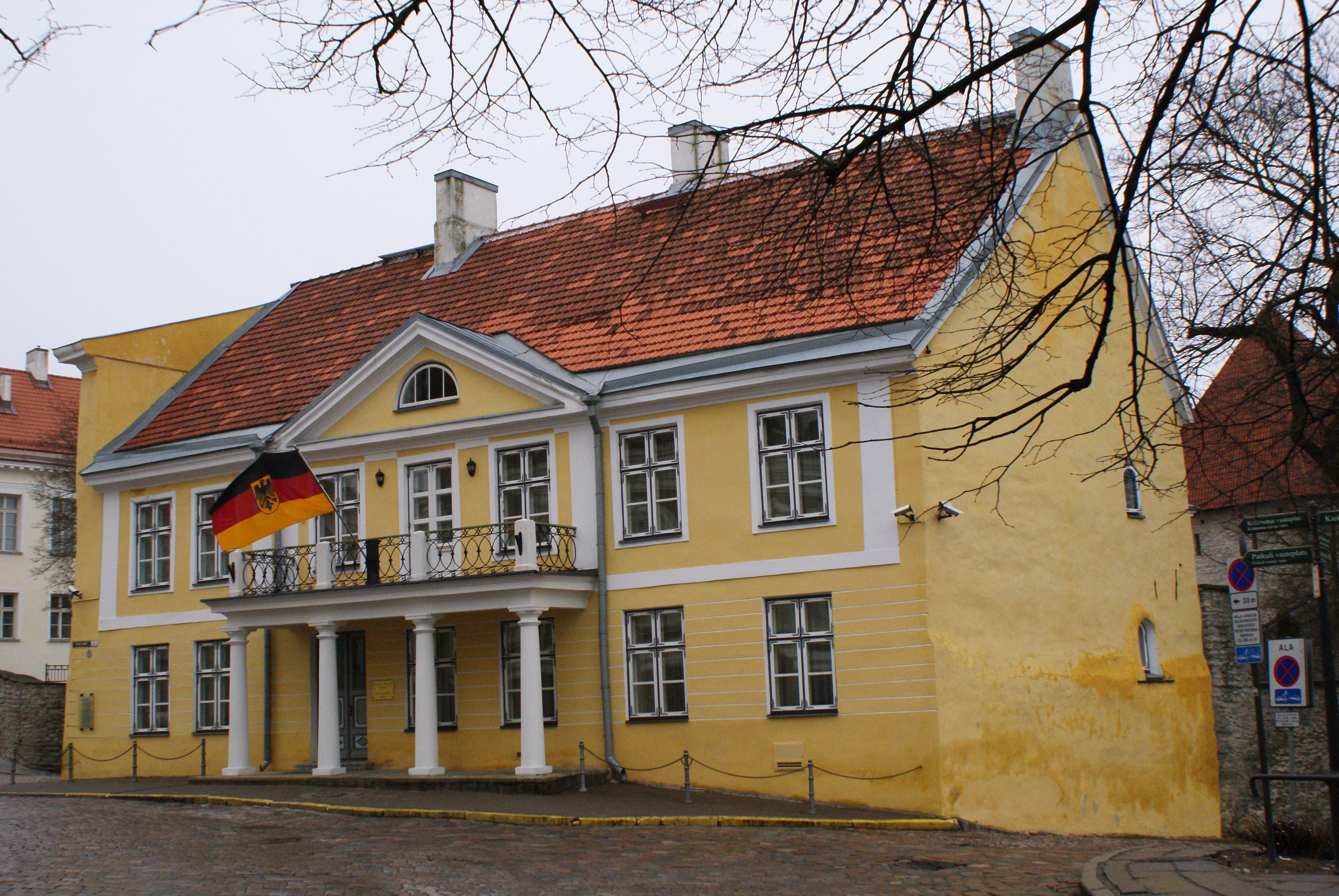
Het Riigivanema Maja, tussen 1920 en 1929 de ambtswoning van de riigivanem

De staatsoudste (Estisch: riigivanem) was tussen 1920 en 1937 de officiële naam voor het staatshoofd van Estland. De functie combineerde de taken van president en minister-president. De staatsoudste had de representatieve functies van een president en zat tevens de ministerraad voor.
Het ambt werd ingesteld conform de grondwet van 1920. De zittende premier Ants Piip werd op 20 december 1920 de eerste staatsoudste. In 1934 nam Estland een grondwet aan die een scheiding aanbracht tussen de functies van president en minister-president. De zittende staatsoudste Konstantin Päts bleef echter nog enkele jaren fungeren als president én minister-president. Op 3 september 1937 nam hij de titel riigihoidja (‘rijkslandvoogd’) aan. Daarmee kwam een eind aan het ambt van staatsoudste.
Op 23 april 1938 werd Päts tot president gekozen. Vanaf 24 april 1938 had Estland dus zijn eerste president. Op 9 mei 1938 benoemde Päts Kaarel Eenpalu (alias Karl August Einbund) tot minister-president. Hij was de eerste minister-president sinds 1920.
Een van de gebouwen op Toompea, het hooggelegen deel van Tallinns oude binnenstad, heet nog steeds Riigivanema Maja (‘Huis van de Staatsoudste’). Het was tussen 1920 en 1929 de ambtswoning van de staatsoudste. In het gebouw, dat aan het Lossi plats (Slotplein) tegenover de Alexander Nevski-kathedraal ligt, is nu de Duitse ambassade gehuisvest.

## Lijst van staatsoudsten van Estland
| Volgorde         | Naam                  | Portret | Periode                             |
| ---------------- | --------------------- | ------- | ----------------------------------- |
| 1e staatsoudste  | Ants Piip             |         | 20 december 1920 - 25 januari 1921  |
| 2e staatsoudste  | Konstantin Päts       |         | 25 januari 1921 - 21 november 1922  |
| 3e staatsoudste  | Juhan Kukk            |         | 21 november 1922 - 2 augustus 1923  |
| 4e staatsoudste  | Konstantin Päts       |         | 2 augustus 1923 - 26 maart 1924     |
| 5e staatsoudste  | Friedrich Akel        |         | 26 maart 1924 - 16 december 1924    |
| 6e staatsoudste  | Jüri Jaakson          |         | 16 december 1924 - 16 december 1925 |
| 7e staatsoudste  | Jaan Teemant          |         | 15 december 1925 - 9 december 1927  |
| 8e staatsoudste  | Jaan Tõnisson         |         | 9 december 1927 - 4 december 1928   |
| 9e staatsoudste  | August Rei            |         | 4 december 1928 - 9 juli 1929       |
| 10e staatsoudste | Otto August Strandman |         | 9 juli 1929 - 12 februari 1931      |
| 11e staatsoudste | Konstantin Päts       |         | 12 februari 1931 - 19 februari 1932 |
| 12e staatsoudste | Jaan Teemant          |         | 19 februari 1932 - 19 juli 1932     |
| 13e staatsoudste | Karl August Einbund   |         | 19 juli 1932 - 1 november 1932      |
| 14e staatsoudste | Konstantin Päts       |         | 1 november 1932 - 18 mei 1933       |
| 15e staatsoudste | Jaan Tõnisson         |         | 18 mei 1933 - 21 oktober 1933       |
| 16e staatsoudste | Konstantin Päts       |         | 21 oktober 1933 - 3 september 1937  |